# Jorge Choque
Jorge Choque Salome (Amachuma, Bolivia; 3 de abril de 1978) es un dirigente sindical agrario y político boliviano. Se desempeñó en el cargo de senador nacional desde el 22 de enero de 2015 hasta el 8 de noviembre de 2020, representando al Departamento de La Paz en la Cámara de Senadores de Bolivia.

## Biografía
Jorge Choque nació el 3 de abril de 1978 en la comunidad aimara de Amachuma del cantón San Martín de Iquiaca, ubicado en el municipio de Patacamaya de la provincia de Aroma en el Departamento de La Paz. Salió bachiller el año 1996 en su localidad natal.
Jorge Choque realizó una carrera sindical mayormente en el área rural, escalando posiciones inicialmente a nivel comunal, luego a nivel cantonal, municipal, provincial y finalmente a nivel departamental. Comenzó siendo secretario general del sindicato agrario de su comunidad de nacimiento en Amachuma, luego fue secretario general de la Sub Central Agraria “Tupak Katari” del cantón San Martin Iquiaca.
Luego llegó a ser secretario general de la Central Agraria de Trabajadores Campesinos de la Quinta Sección de Patacamaya y después fue secretario ejecutivo de la Federación Sindical Única de Trabajadores Agrarios de la Provincia Aroma y ya finalmente llegó a ocupar el cargo de secretario general de la Federación Departamental Única de Trabajadores Campesinos de La Paz “Tupac Katari”.

### Senador de Bolivia (2015-2020)
Jorge Choque ingresó a la política nacional siendo un joven de 36 años de edad, cuando participa en las elecciones nacionales de octubre de 2014 como candidato al cargo de senador por el Departamento de La Paz en representación del partido político del Movimiento al Socialismo (MAS-IPSP) Logró ganar y accedió al curul parlamentario el 22 de enero de 2015. Ya una vez instalado en senado nacional, Choque formó parte del Comité de Planificación, 
Presupuesto, Inversión Pública y Contraloría General del Estado.

### Caso Fondo Indígena (FONDIOC)
El 31 de marzo de 2015, la  entonces oposición política acusó al senador del MAS-IPSP Jorge Choque de desfalco por haber administrado un monto aproximado de 7 millones de bolivianos (alrededor de 1 millón de dólares) del denominado FONDIOC (Fondo de Desarrollo Indígena Originario Campesino), el cual era una institución pública que tenía el objetivo de apoyar a los 
campesinos con proyectos de desarrollo agrario, pero que finalmente desembolsó grandes cantidades de recursos económicos directamente a las cuentas bancarias de varios dirigentes de los movimientos sociales afines al entonces oficialismo (masismo), y que en general dichos proyectos o fueron ejecutados de manera deficiente o simplemente nunca se cumplieron.
El 27 de noviembre de 2015, el senador Jorge Choque fue aprehendido por la policía boliviana, y junto a él, se logró aprehender también a la ex Ministra de Desarrollo Rural Julia Ramos Sánchez. Pero cabe mencionar, que Jorge Choque estaría en celdas policiales por un lapso de tiempo de 15 días ya que se beneficiaría con el arresto domiciliario y luego saldría en libertad ante la falta de un custodio policial. Volvió a retomar sus funciones de senador el 22 de diciembre de 2015.

### Pueblo fantasma de Curuxa
El 22 de enero de 2020, la propia Presidenta de Bolivia Jeanine Áñez Chávez, durante su mensaje presidencial a toda la nación, volvió a retomar el caso Fondo Indígena, y acusó directamente al senador Jorge Choque Salome de haberse inventado un pueblo fantasma denominado "Curuxa" dentro del municipio de Collana en el año 2010, esto con el objetivo de beneficiarse en su cuenta bancaria particular con 6 millones de bolivianos (alrededor de 800 mil dólares) por falsas obras de construcción que nunca se realizaron en dicho pueblo inventado que nunca existió.